# Sierra del Porquet
La sierra del Porquet se ubica en la zona sur de la ciudad española de Alicante. Se trata de una sierra litoral que va desde el parque del Palmeral hasta la sierra de Colmenares, de la que le separa el barranco de Agua Amarga, aunque el paraje se extiende hacia el norte hasta llegar al barrio de San Gabriel y el barranco de las Ovejas.
En la zona norte se sitúan una treintena de búnkeres de la guerra civil, algunos formando grupos y con aljibes. Cinco conservan aún su estructura original de hormigón. Asimismo, en la zona sur se encuentran la Torre Agua Amarga, una antigua torre vigía que data de mediados del siglo XVI de la que se conservan los cimientos, así como un yacimiento de icnofósiles, que incluye, en un enclave de apenas 100 m², hasta 96 icnitas datadas en 5,3 millones de años de antigüedad. Tanto la torre como el yacimiento paleontológico han sido declarados como Bien de Interés Cultural por la Generalidad Valenciana.